# 1. FFC Turbine Potsdam
1. FFC Turbine Potsdam – kobiecy klub piłkarski w Niemczech, z siedzibą w Poczdamie. Został założony w 1971 roku jako sekcja piłkarska kobiet ówczesnego zakładowego klubu sportowego BSG Turbine Potsdam. Głównym inicjatorem założenia był Bernd Schröder (ur. 1942), który do dziś sprawuje funkcję pierwszego trenera. W latach 1996–2004 r. w szeregach pierwszej drużyny występowała Maria Makowska, w przeszłości kapitan kobiecej reprezentacji Polski.

## Największe sukcesy pierwszej drużyny
- Mistrzynie NRD: 1981, 1982, 1983, 1985, 1986, 1989
- Mistrzynie Niemiec: 2004, 2006, 2009, 2010, 2011
- Zdobywczynie Pucharu Niemiec: 2004, 2005, 2006
- Zdobywczynie Pucharu UEFA: 2005
- Triumfatorki Ligi Mistrzyń: 2010